# Бібліотека імені Василя Симоненка для дітей
Бібліотека імені Василя Симоненка для дітей Голосіївського району м. Києва.

## Адреса
03004 м. Київ, вул. Антоновича, 25

## Опис
Площа бібліотеки становить 136 м2. Книжковий фонд — 20 000 примірників, щорічно обслуговує 2800 користувачів, кількість відвідувань за рік — 25 000, книговидача за рік — 60 000 примірників

## Історія
Історія бібліотеки розпочалася у 1952 році, коли була організована бібліотека № 3 для дітей Ленінського району міста Києва.
Перше приміщення було надано за адресою: вул. Горького, 12, площею 80 кв.м. У 1955 році було отримано більше приміщення за адресою: вул. Горького, 25.
З 1962 р. по 1992 р. бібліотека мала назву "ім. 40-річчя піонерської організації ".
З 1991 року носить ім'я витязя української поезії Василя Симоненка.
Бібліотека входить в єдину Централізовану бібліотечну систему Голосіївського району.

## До послуг користувачів
- обслуговування в читальному залі;
- доступ до електронного каталогу;
- консультативна допомога бібліографа;
- тематичні бібліографічні ресурси з актуальних питань;
- віртуальні презентації;
- творчі акції, зустрічі з цікавими людьми;
- дні інформації, презентації, бібліографічні огляди тощо.

## Галерея
|  |  |  |  |